# Lisanne Buurman
Lisanne Buurman is een Nederlands marathonschaatsster, inline-skater en langebaanschaatsster. 
In 2013 kwam Buurman uit op het EK inline-skaten en later ook op de Wereldspelen.
In 2014 startte zij weer op het EK en in het najaar ook op het WK in Argentinië.
In 2015 startte Buurman op de NK Afstanden op het onderdeel massastart.
In het najaar van 2019 stuurde Buurman een tikkie naar de schaatsbond, omdat ze haar prijzengeld van het jaar daarvoor nog niet had ontvangen. Dit leidde tot een hoop aandacht op sociale media, en leidde er inderdaad toe dat ze haar prijzengeld bijna een jaar later alsnog ontving.
In 2020 behaalde Buurman in Luleå op natuurijs een bronzen medaille in de vierde wedstrijd om de KPN Grand-Prix.

## Records

### Persoonlijke records[6]
| Afstand    | Tijd    | Datum           | Baan       |
| ---------- | ------- | --------------- | ---------- |
| 500 meter  | 41,19   | 12 oktober 2014 | Inzell     |
| 1000 meter | 1.20,54 | 11 oktober 2014 | Inzell     |
| 1500 meter | 2.03,56 | 12 oktober 2014 | Inzell     |
| 3000 meter | 4.23,10 | 4 november 2013 | Heerenveen |
| 5000 meter | 7.45,41 | 20 januari 2014 | Heerenveen |